# Nana Iwasaka
Nana Iwasaka (jap. 岩坂名奈 Iwasaka Nana; ur. 3 lipca 1990 r. w Fukuoce  w Japonii) – japońska siatkarka grająca jako atakująca.
Obecnie występuje w drużynie Hisamitsu Springs.

## Sukcesy klubowe
Mistrzostwo Japonii:
- 2013, 2014, 2016, 2018, 2019
- 2012, 2015, 2017
- 2011

Puchar Cesarza:
- 2012, 2013, 2014, 2015, 2016, 2018

Klubowe Mistrzostwa Azji:
- 2014
- 2015, 2017

## Sukcesy reprezentacyjne
Mistrzostwa Azji Juniorek:
- 2008

Volley Masters Montreux:
- 2011
- 2019

Mistrzostwa Azji:
- 2017
- 2011, 2013

Puchar Wielkich Mistrzyń:
- 2013

## Nagrody indywidualne
- 2011: Najlepsza serwująca turnieju Volley Masters Montreux
- 2017: Najlepsza środkowa Mistrzostw Azji